# Gustaf Hjalmar Heintze
Gustaf Hjalmar Heintze, född 22 juli 1879 i Jönköping, död 4 mars 1946, var en svensk organist och pianopedagog. Han var son till Wilhelm Heintze och sonson till Gustaf Wilhelm Heintze.
Heintze avlade organistexamen vid Stockholms musikkonservatorium 1899 och var organist i Maria kyrka i Stockholm 1910–1946 och lärare i Richard Anderssons musikskola 1901–1918, varefter han startade en egen pianoskola. Han invaldes den 28 januari 1943 som ledamot nr 634 av Kungliga Musikaliska Akademien. Heintze är begravd på Norra begravningsplatsen utanför Stockholm.